# Eucereon hoffmannsi
Eucereon hoffmannsi là một loài bướm đêm thuộc phân họ Arctiinae, họ Erebidae.